# Horsfieldia whitmorei
Espèce
Statut de conservation UICN

 LC  : Préoccupation mineure
Horsfieldia whitmorei est une espèce de plantes du genre Horsfieldia de la famille des Myristicaceae.